# 박부이
박부이(朴富利)는 대한민국의 성우이다. 1982년 MBC에 입사했으며, 현재는 MBC 8기이다. 문화방송 성우극회 소속.